# Au cœur du stade
Au cœur du stade — (с фр. — «В сердце стадиона») — четвёртый концертный альбом канадской певицы Селин Дион, выпущенный компанией Sony Music Entertainment 27 августа 1999 года. Он был записан во время двух аншлаговых концертов на стадионе «Стад де Франс» в Париже в июне 1999 года. Благодаря этим двум шоу Дион вошла в историю музыки, став первым артистом, выступившим перед аудиторией в более чем 90 000 зрителей, а общее число обладателей билетов за два вечера составило 180 000 человек. В альбом вошли в основном песни на французском языке, по большей части из S'il suffisait d'aimer (1998), за исключением «My Heart Will Go On» и «Let’s Talk About Love». Au cœur du stade возглавил чарты франкоязычных стран и получил двойной платиновый статус во Франции, платиновый в Бельгии и Швейцарии и золотой в Канаде.

## Содержание
Au cœur du stade был записан на стадионе «Стад де Франс» в северном пригороде Парижа Сен-Дени во время двух выступлений 19 и 20 июня 1999 года. Концерты проходили в рамках европейского этапа тура Дион Let’s Talk About Love Tour.
Большинство песен на этом альбоме представляют собой концертные версии треков, изначально записанных для S'il suffisait d'aimer, выпущенного годом ранее. В Au cœur du stade также вошли некоторые ранние песни певицы на французском языке («Ce n'était qu’un rêve», «D’amour ou d’amitié», «Mon ami m’a quittée») и две англоязычные композиции («My Heart Will Go On» и «Let’s Talk About Love»).
На альбоме представлена лишь часть песен, исполненных певицей на концерте. Более полный вариант шоу (за исключением виртуального дуэта с Барброй Стрейзанд «Tell Him») доступен на DVD Au cœur du stade, также выпущенном в 1999 году.
Для продвижения альбома было использовано концертное видео «Dans un autre monde».

## Реакция критики
| Оценки критиков | Оценки критиков |
| Источник        | Оценка          |
| --------------- | --------------- |
| AllMusic        | [ 1 ]           |

Хосе Ф. Промис из AllMusic назвал альбом «достойной попыткой» и «обязательным для поклонников и коллекционеров музыки этой певицы».

## Коммерческий успех
Au cœur du stade получил дважды платиновый статус во Франции, платиновый в Бельгии и Швейцарии и золотой в Канаде.
Au cœur du stade занимал 1-е место в течение четырёх недель в Швейцарии, двух недель во Франции и одной недели в Бельгии (Валлонии) и Квебеке. В Бельгии (Фландрии) он достиг 3-й позиции, а в Канаде — 15-й. Альбом также вошел в топ-40 чартов нефранкоязычных стран, включая 18-е место в Австрии, 23-е место в Нидерландах и 37-е место в Германии и Венгрии. В рейтинге 100 лучших альбомов Европы Au cœur du stade занял 9-е место.

## Список композиций
| №                   | Название | Автор(ы) | Длительность |
| ------------------- | --- | --- | ------------ |
| 1.                  | «Let's Talk About Love» | Брайан Адамс Жан-Жак Гольдман Элиот Кеннеди | 7:40         |
| 2.                  | «Dans un autre monde» | Гольдман | 4:25         |
| 3.                  | «Je sais pas» | Гольдман Джей Каплер | 5:47         |
| 4.                  | «Je crois toi» | Гольдман | 4:36         |
| 5.                  | «Terre» | Эрик Бензи | 4:26         |
| 6.                  | «J'irai où tu iras» (дуэт с Жан-Жаком Гольдманом)                                                                                 | Гольдман | 4:06         |
| 7.                  | «S'il suffisait d'aimer» | Гольдман | 5:10         |
| 8.                  | «On ne change pas» | Гольдман | 6:03         |
| 9.                  | «Medley acoustique» - «Ce n'était qu'un rêve» - «D'amour ou d'amitié» - «Mon ami m'a quittée» - «L'amour existe encore» - «Ziggy» | Тереза Дион Селин Дион Жак Дион Эдди Марне Жан-Пьер Ланж Роланд Винсент Тьерри Жофруа Кристиан Луажеро Люк Пламондон Риккардо Коччанте Мишель Берже | 11:33        |
| 10.                 | «Pour que tu m'aimes encore» | Гольдман | 5:20         |
| 11.                 | «My Heart Will Go On» | Джеймс Хорнер Уилл Дженнингс | 5:22         |
| Общая длительность: | Общая длительность: | Общая длительность: | 64:28        |

## Чарты
| Чарт (1999)                     | Позиция |
| ------------------------------- | ------- |
| Австрия (Ö3 Austria)            | 18      |
| Бельгия/Валлония (Ultratop)     | 1       |
| Бельгия/Фландрия (Ultratop)     | 3       |
| Великобритания (OCC)            | 146     |
| Венгрия (MAHASZ)                | 37      |
| Германия (Offizielle Top 100)   | 37      |
| Европа (Music & Media)          | 9       |
| Канада (Canadian Albums Chart)  | 15      |
| Квебек (ADISQ)                  | 1       |
| Нидерланды (Album Top 100)      | 23      |
| Португалия (AFP)                | 11      |
| Франция (SNEP)                  | 1       |
| Швейцария (Schweizer Hitparade) | 1       |

| Чарт (1999)                                       | Позиция |
| ------------------------------------------------- | ------- |
| Бельгия/Валлония (Ultratop)                       | 15      |
| Бельгия/Валлония (Франкоязычные альбомы Ultratop) | 11      |
| Бельгия/Фландрия (Ultratop)                       | 45      |
| Европа (Music & Media)                            | 90      |
| Франция (SNEP)                                    | 19      |
| Швейцария (Schweizer Hitparade)                   | 47      |

## Сертификации и продажи
| Регион | Сертификация  | Продажи  |
| --- | ------------- | -------- |
| Бельгия (BEA) | Платиновый    | 50 000*  |
| Канада (Music Canada) | Золотой       | 50 000^  |
| Франция (SNEP) | 2× Платиновый | 600 000* |
| Швейцария (IFPI Switzerland)                                                                                             | Платиновый    | 50 000^  |
| * Данные о продажах приведены только на основе сертификации. ^ Данные о тиражах приведены только на основе сертификации. |               |          |

## История релиза
| Регион | Дата             | Лейбл    | Формат | Каталог           |
| ------ | ---------------- | -------- | ------ | ----------------- |
| Европа | 27 августа 1999  | Columbia | CD     | 495240 2 495240 9 |
| Канада | 14 сентября 1999 | Columbia | CD     | 80438             |
| Япония | 25 октября 2000  | SMEJ     | CD     | ESCA-8239         |